# 라 레지스탕스
라 레지스탕스는 극장판 사우스 파크에서 거의 끝 부분에 나오는 노래이다. 이 노래의 시작은 아이들이 테렌스와 필립을 구출하기 위해서 모임을 가져서 토론한것에서 시작된다. 그 모임에서 발표한 야데일의 그레고리는 이 노래의 첫부분을 끊었다. 그리고 노래는 천천히 시작되다가, 달래는 부분에서, 약간 빠르게 트럼펫이 연주된다. 그리고 합창을 준비하기 위해 휴식을 취하던 아이들 (스탠, 카일과 카트먼을 제외하고)이 노래에 끼여들게 된다. 곧 장면은 아이들의 엄마로 바뀌게 되고, 그들은 다시 Blame Canada를 부른다. 그다음으로 화면은 다시 아이들의 군사기지의 아이들의 아버지와, 다른 남자 주인공들로 바뀌게 된다. 그들은 그 자리서 행진하면서, `내일 밤'에 대해서, 테란스와 필립의 사형에 대해서 부르고 있다. 화면은 다시 바꿔서 지옥으로 바뀌게 되고, 사탄은 Up There를 다시 부르게 되고, 화면은 다시 변경돼서, 테란스와 필립이 같혀있는 감방을 보여주게 되는데, 거기서 그들은 Uncle Fucka를 부르고 있다. 마지막으로 아이들은 `라 레지스탕스' 노래에 합류하게 되고, 스탠과 카일이 Mountain Town을 부른 후 모두가 합쳐서 자기 가사를 부르고 있는데, 여전히 맨 마지막에는 메들리를 그들의 가사로 불러서 그들의 각자의 노래의 결말을 끌어내고 있다.
그 순간에 버터스는 라 레지스탕스 깃발을 들고가다가, 넘어지고 만다.
이 노래의 출발점은 뮤지컬 레 미제라블의 첫 번째 합창곡인 "One Day More"이다.